# Траян Дянков
Траян Колев Дянков (21 юни 1976 г. – 1 август 2016 г.) е бивш български футболист. Дянков е десен защитник. Юноша на Спартак (Варна) и бивш треньор на клуба.

## Кариера
Дянков започва кариерата си в родния си град Варна в местния отбор ПФК Спартак (Варна). След това играе във ПФК Велбъжд (Кюстендил) и ПФК Локомотив (Пловдив). През сезон 2003/04 той печели А група, с ПФК Локомотив (Пловдив), а през сезон 2000/01 е бронзов медалист с ПФК Велбъжд (Кюстендил). Траян не играе футбол година между 2004 г. и 2005 г. заради контузия. През лятото на 2005 г. се завръща в Спартак (Варна) и записва 24 мача с 2 гола в Б група, помагайки на соколите да спечелят промоция в елита. През юни 2006 г. подписва с Черноморец (Бургас). С клуба от Бургас Дянков играе мачове в турнира Интертото през 2008 г. срещу словенски Хит Горица и швейцарския Грасхопер. През 2009 г. се жени за своята приятелка. На 15 януари 2011 г. продължава договора си до 30 юни 2012 г. През 2013 г. договорът му не е подновен и напуска след 7 сезона в Черноморец.

## Кончина
Умира на 1 август 2016 г., докато тича на стадион „Локомотив“ в родния му град Варна.

## Статистика по сезони
| Сезон    | Отбор           | Първенство | Мачове | Голове |
| -------- | --------------- | ---------- | ------ | ------ |
| 1993/94  | Спартак (Вн)    | А група    | 2      | 0      |
| 1994/95  | Спартак (Вн)    | Б група    | 8      | 0      |
| 1995/96  | Спартак (Вн)    | А група    | 5      | 0      |
| 1996/97  | Спартак (Вн)    | А група    | 1      | 0      |
| 1997/98  | Спартак (Вн)    | А група    | 19     | 2      |
| 1998/99  | Спартак (Вн)    | А група    | 26     | 0      |
| 1999/00  | Спартак (Вн)    | А група    | 29     | 2      |
| 2000/01  | Велбъжд (Кн)    | А група    | 21     | 0      |
| 2001/02  | Локомотив (Пд)  | А група    | 33     | 1      |
| 2002/03  | Локомотив (Пд)  | А група    | 18     | 2      |
| 2003/04  | Локомотив (Пд)  | А група    | 1      | 0      |
| 2005/06  | Спартак (Вн)    | Б група    | 24     | 2      |
| 2006/07  | Черноморец (Бс) | Б група    | 20     | 0      |
| 2007/08  | Черноморец (Бс) | А група    | 29     | 0      |
| 2008/09  | Черноморец (Бс) | А група    | 29     | 0      |
| 2009/10  | Черноморец (Бс) | А група    | 22     | 3      |
| 2010/11  | Черноморец (Бс) | А група    | 30     | 1      |
| 2011/12  | Черноморец (Бс) | А група    | 25     | 1      |
| 2012/13  | Черноморец (Бс) | А група    | 20     | 0      |
| 2013/ес. | Черноморец (Бч) | В група    | 1      | 0      |
| 2013/ес. | Обзор           | Б ОФГ Бс   | 7      | 0      |
| 2014/пр. | Спартак (Вн)    | Б група    | 13     | 0      |
| 2014/16  | Калиакра        | В група    | 47     | 4      |

## Отличия
- А футболна група – 1 път шампион (2004) с ПФК Локомотив (Пловдив)
- Суперкупа на България – 1 път носител (2004) с ПФК Локомотив (Пловдив)